# Shunt (medicina)
In medicina per shunt si intende una comunicazione diretta tra due comparti anatomicamente separati di uno stesso apparato conduttore (ad esempio circolatorio o gastrointestinale). 
Trattasi essenzialmente di un movimento di un liquido o fluido da una parte del sistema ad un'altra; condizione che può essere di natura patologica, ma che è altresì presente naturalmente nel corpo umano, particolarmente a livello delle estremità, dove gli shunt sono più presenti, e dei glomeruli (anastomosi sostenute da una ricca parete di cellule muscolari lisce), o conseguenza di un intervento chirurgico (come nel caso dello shunt cerebrale).
Lo shunt circolatorio cardiaco mette in comunicazione diretta il sangue della circolazione sistemica con quello della circolazione polmonare: il flusso anomalo mediato dallo shunt cardiaco può essere unidirezionale (da destra verso sinistra o da sinistra verso destra) o bidirezionale (mutuo scambio di liquidi tra i comparti cardiaci).